# Arnold Graffi

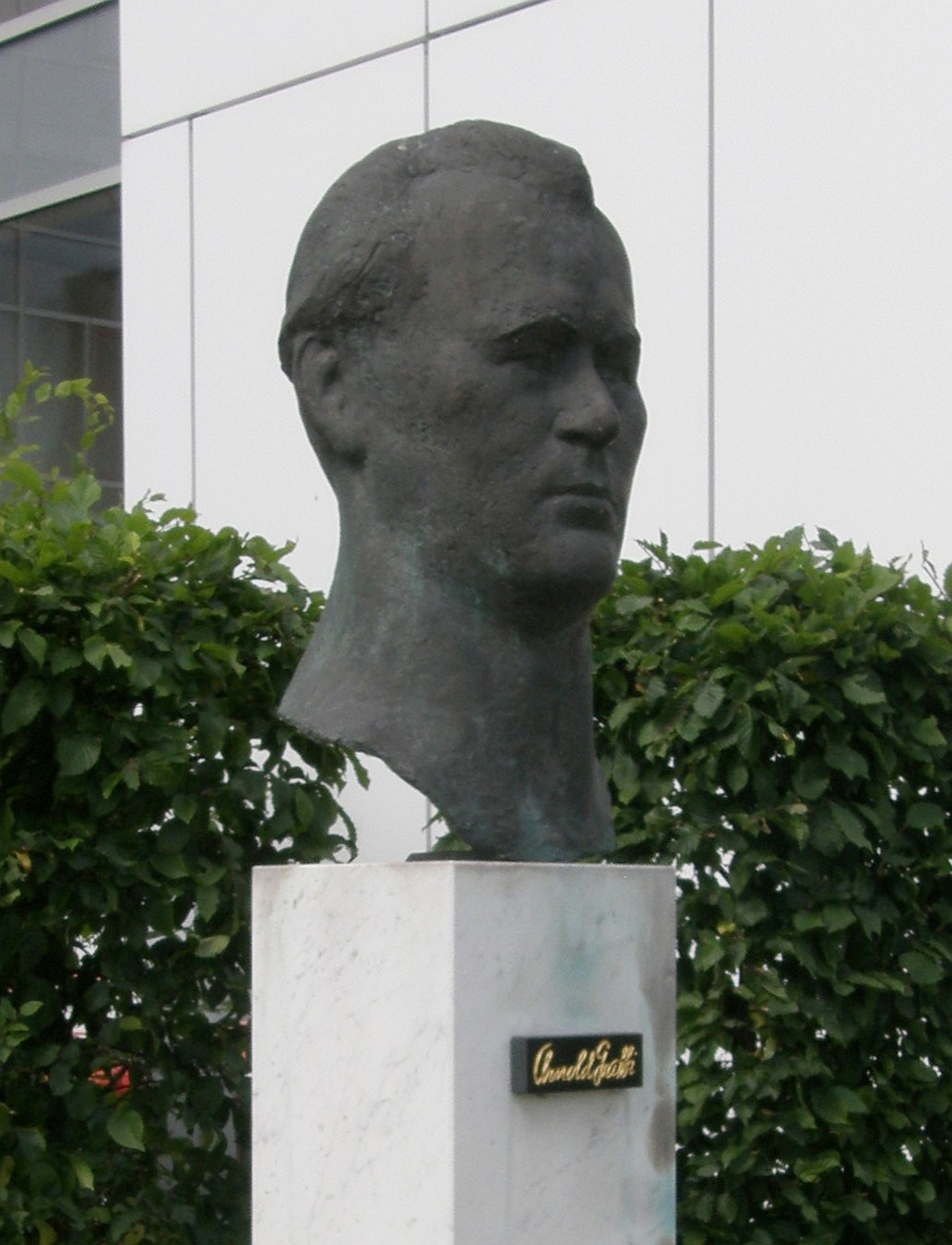
Büste Graffis auf dem Biomedizinischen Campus Berlin-Buch

Arnold Martin Graffi (* 19. Juni 1910 in Bistritz, Siebenbürgen, Österreich-Ungarn; † 30. Januar 2006 in Berlin) war ein  rumäniendeutscher  Onkologe und Pionier der experimentellen  Krebsforschung des 20. Jahrhunderts in Deutschland. Er wirkte in leitenden Positionen in verschiedenen außeruniversitären Forschungseinrichtungen der Kaiser-Wilhelm-Gesellschaft und später der Forschungsgemeinschaft der Akademie der Wissenschaften der DDR. Für sein Lebenswerk erhielt er mehrere bedeutende Auszeichnungen. Außer der Arbeit auf dem Gebiet der Medizin besaß Graffi ein musikalisches Talent und malte Landschaftsaquarelle.

## Leben

### Ausbildung und erste medizinische Arbeiten
Arnold Graffi wurde 1910 in Bistritz in Siebenbürgen geboren. Er kam nach dem Ersten Weltkrieg mit seinen Eltern nach Deutschland. Hier studierte er von 1930 bis 1935 Medizin an der Philipps-Universität Marburg, der Universität Leipzig und der Eberhard-Karls-Universität Tübingen. 1940 wurde er mit der Arbeit Die Mazeration des lebenden Kindes an der Berliner Charité promoviert. Dort arbeitete er von 1937 bis 1939 mit dem Chirurgen Ferdinand Sauerbruch zusammen.

### Spezialisierung auf die Krebsforschung
Bis 1940 forschte Graffi in der Krebsforschung am Paul-Ehrlich-Institut in Frankfurt am Main. Nach weiteren Forschungsaufenthalten in Prag und Budapest kam er 1943 nach Berlin. Graffi war dort in einem Forschungslabor der Schering AG tätig. Er arbeitete darüber hinaus am  Kaiser-Wilhelm-Institut für  Zellphysiologie mit dem Nobelpreisträger Otto Warburg zusammen. 1948  habilitierte er sich an der Friedrich-Wilhelms-Universität zu Berlin und erhielt einen  Ruf an das  Akademie-Institut für Medizin und Biologie in Berlin-Buch. Er war hier zunächst Abteilungsleiter und erforschte die Prozesse der Krebsentstehung durch chemische Stoffe und Viren. 
Arnold Graffi gehörte ab 1961 als ordentliches Mitglied der Akademie der Wissenschaften der DDR (AdW) an und wurde drei Jahre später in die Deutsche Akademie der Naturforscher Leopoldina aufgenommen. 
Mit der Aufteilung des Instituts für Medizin und Biologie in mehrere Nachfolgeeinrichtungen fungierte er von 1955 bis 1961 als Direktor des neu gegründeten Instituts für Experimentelle Krebsforschung sowie anschließend als Bereichsleiter an dessen Nachfolgeeinrichtung, dem 1964 durch Zusammenschluss mit der Robert-Rössle-Klinik geschaffenen Institut für Krebsforschung. Nachdem aus diesem Anfang 1972 das Zentralinstitut für Krebsforschung (ZIK) entstanden war, übernahm er am ZIK die Position des für den experimentellen Bereich zuständigen stellvertretenden Direktors.

### Erarbeitung neuer theoretischer Grundlagen von Krebsleiden und Gentherapie
In den 1960er-Jahren entwickelte Graffi ein DNA-basiertes Therapiekonzept für Krebs, Viruserkrankungen sowie Erbleiden, und leistete grundlegende Beiträge für die moderne Molekularbiologie und Biotechnologie. Mit seinen Ideen zu sogenannten Nukleinsäure-Antimatrizen lieferte er die heute verfolgten Ansätze zur Gentherapie. Nachdem er 1973 nach dem Tod des ZIK-Direktors Hans Gummel gemeinsam mit Theodor Matthes die kommissarische Leitung des Instituts übernommen hatte, wurde er 1975  emeritiert. Er war aber weiterhin als Emeritus in der Krebsforschung, insbesondere zu Themen der Chemotherapie, engagiert. So kehrte er zum Beginn der 1980er Jahre mit Unterstützung seines früheren Schülers Günter Pasternak am Zentralinstitut für Molekularbiologie in Berlin-Buch zeitweise in die aktive Forschung zurück. 

### Familiäres

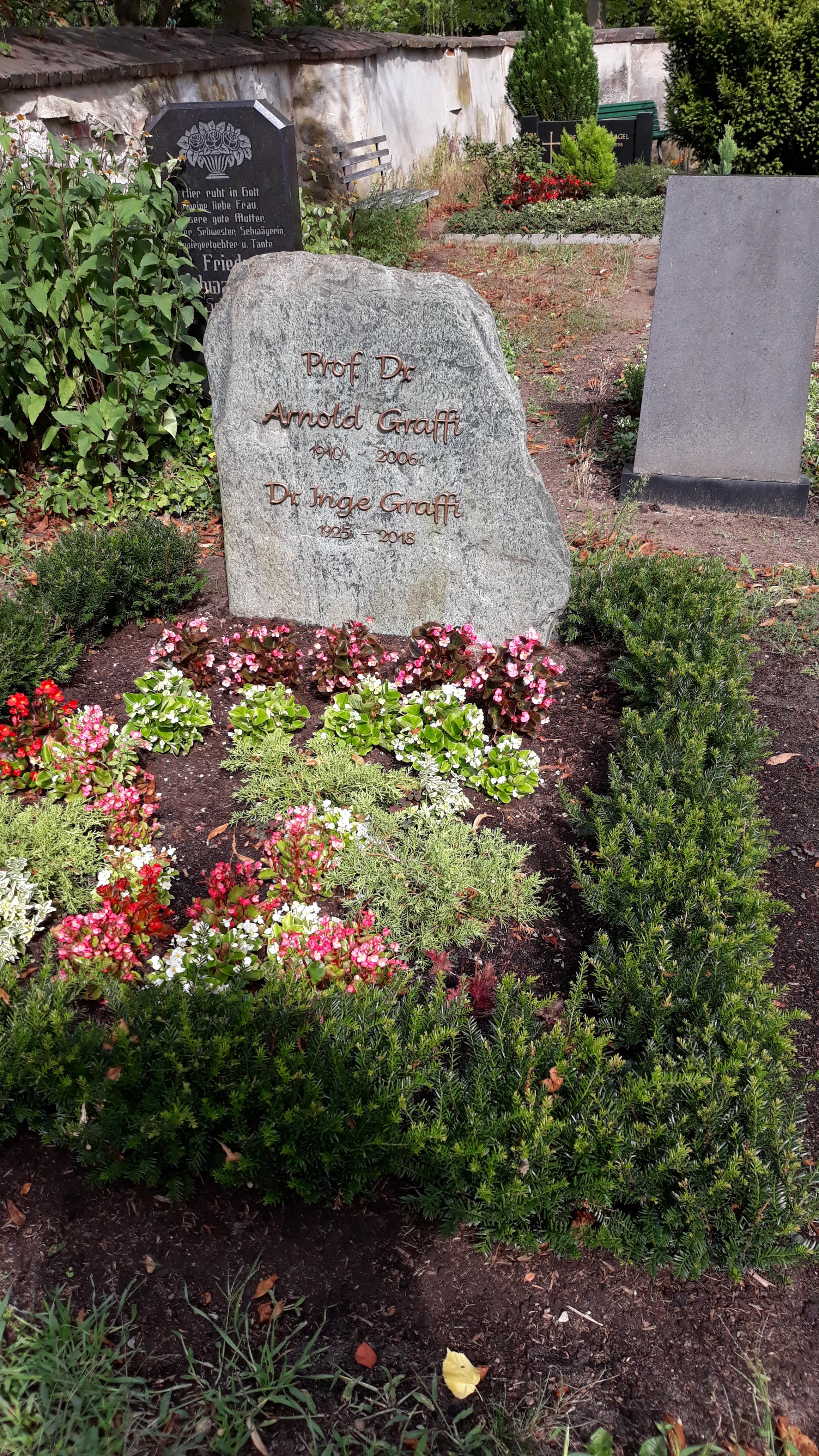
Das Grab von Arnold Graffi und seiner Ehefrau, der Ärztin Ingeborg ("Inge") geborene Grunert auf dem Evangelischen Friedhof Buch in Berlin.

Kurz vor seinem 80. Geburtstag zog sich Graffi endgültig aus der wissenschaftlichen Arbeit zurück. Er war mit der Ärztin und Krebsforscherin Ingeborg Grunert verheiratet und wohnte in Wandlitz in der Künstlerkolonie Rahmer See. In der Freizeit spielte er Klavier, komponierte auch selbst einige Stücke. Darüber hinaus malte er Aquarelle, vor allem von Landschaften der Berliner Umgebung. Im Januar 2006 starb er im Alter von 95 Jahren in Berlin.

## Auszeichnungen
Graffi wurde für seine bahnbrechenden Arbeiten auf dem Gebiet der experimentellen Krebsforschung mehrfach geehrt. Dazu zählen die Mitgliedschaft in der  Leopoldina und die Verleihung der Cothenius-Medaille 1977. Außerdem wurde ihm in den Jahren 1955 und 1980 der Nationalpreis der DDR verliehen, 1973 erhielt er den Vaterländischen Verdienstorden, 1979 den Paul-Ehrlich-und-Ludwig-Darmstaedter-Preis sowie 1984 die Helmholtz-Medaille der AdW. Die Universität Leipzig verlieh ihm 1990 die Ehrendoktorwürde. Fünf Jahre später erhielt er das  Große Verdienstkreuz der Bundesrepublik Deutschland. Auf dem Campus Berlin-Buch wurde noch zu seinen Lebzeiten eine Bronzebüste aufgestellt und ein Gebäude des Biotechnologieparks erhielt seinen Namen.

## Werke (Auswahl)
- Probleme der experimentellen Krebsforschung. Leipzig 1959
- Experimente und Betrachtungen zur Natur und Ursache des Krebses. Berlin 1964
- Grundlagen der Neutronentherapie. Berlin 1975
- Ausgewählte Beiträge zur Diagnostik maligner Tumoren. Berlin 1976
- DNA Repair and Cancer Research. Berlin 1979